# Heinrich Schier
Heinrich Schier (* 9. Mai 1895 in München; † 24. September 1986 ebenda) war ein deutscher Filmproduzent und Filmkaufmann.

## Leben und Wirken
Der Sohn eines Kunstmalers hatte sich in einem kaufmännischen Beruf versucht, ehe er 1920 zum Film kam. Sein erster Arbeitgeber wurde die Produktionsfirma Emelka in seiner Heimatstadt München. Bis zu Beginn des Tonfilms arbeitete Schier bei diversen Filmgesellschaften als Geschäftsführer.
Im Anschluss daran begann Heinrich Schier seine Tätigkeit als Produktions- bzw. Herstellungsleiter, zunächst vor allem für die Produktionsfirma von Robert Neppach. In den Jahren 1936 bis 1939 war Heinrich Schier exklusiv für den Schauspieler-Regisseur-Produzenten Luis Trenker tätig. Im April 1945, wenige Tage vor Kriegsende, wurde er in die Leitung der de facto nicht mehr existenten Prag-Film berufen. 
Nach dem Zweiten Weltkrieg arbeitete Schier, der als Mitgründer (‘Merkur-Film’) und Geschäftsführer (‘Artus-Film’) auch weiterhin im kaufmännischen Sektor innerhalb der Filmbranche tätig war, nur noch gelegentlich als Produzent.
Heinrich Schier war mit der Filmeditorin Friedel Buckow verheiratet.

## Filmografie
als Produktionsleiter, Herstellungsleiter oder Produzent
- 1934: La Paloma
- 1934: Die Liebe und die erste Eisenbahn
- 1934: Punks kommt aus Amerika
- 1936: Karneval (Kurzfilm)
- 1937: Condottieri
- 1938: Der Berg ruft
- 1938: Liebesbriefe aus dem Engadin
- 1939: Grenzfeuer
- 1949: Die Reise nach Marrakesch
- 1950: Kronjuwelen
- 1950: Glück aus Ohio
- 1951: Das ewige Spiel
- 1953: Die Junggesellenfalle
- 1957: Mädchen und Männer
- 1958: Ein Amerikaner in Salzburg
- 1958: Kanonenserenade
- 1960: Bumerang
- 1963: Zwei Whisky und ein Sofa